# ジュリアス・アービング賞
ジュリアス・アービング・スモールフォワード年間最優秀選手賞（英語: Julius Erving Small Forward of the Year Award）は、NCAAディビジョンI男子バスケットボールに所属するその年の最も優れたスモールフォワード選手に毎年バスケットボール殿堂より与えられる賞である。
2004年に設けられたボブ・クージー賞に続くカレッジバスケットボールの各ポジションにおける賞として2015年に設けられた(他4つはジェリー・ウェスト賞、カール・マローン賞、カリーム・アブドゥル＝ジャバー賞)。
この賞名はNBA50周年記念オールタイムチームに選ばれたジュリアス・アービングにちなんで命名された。

## 受賞者

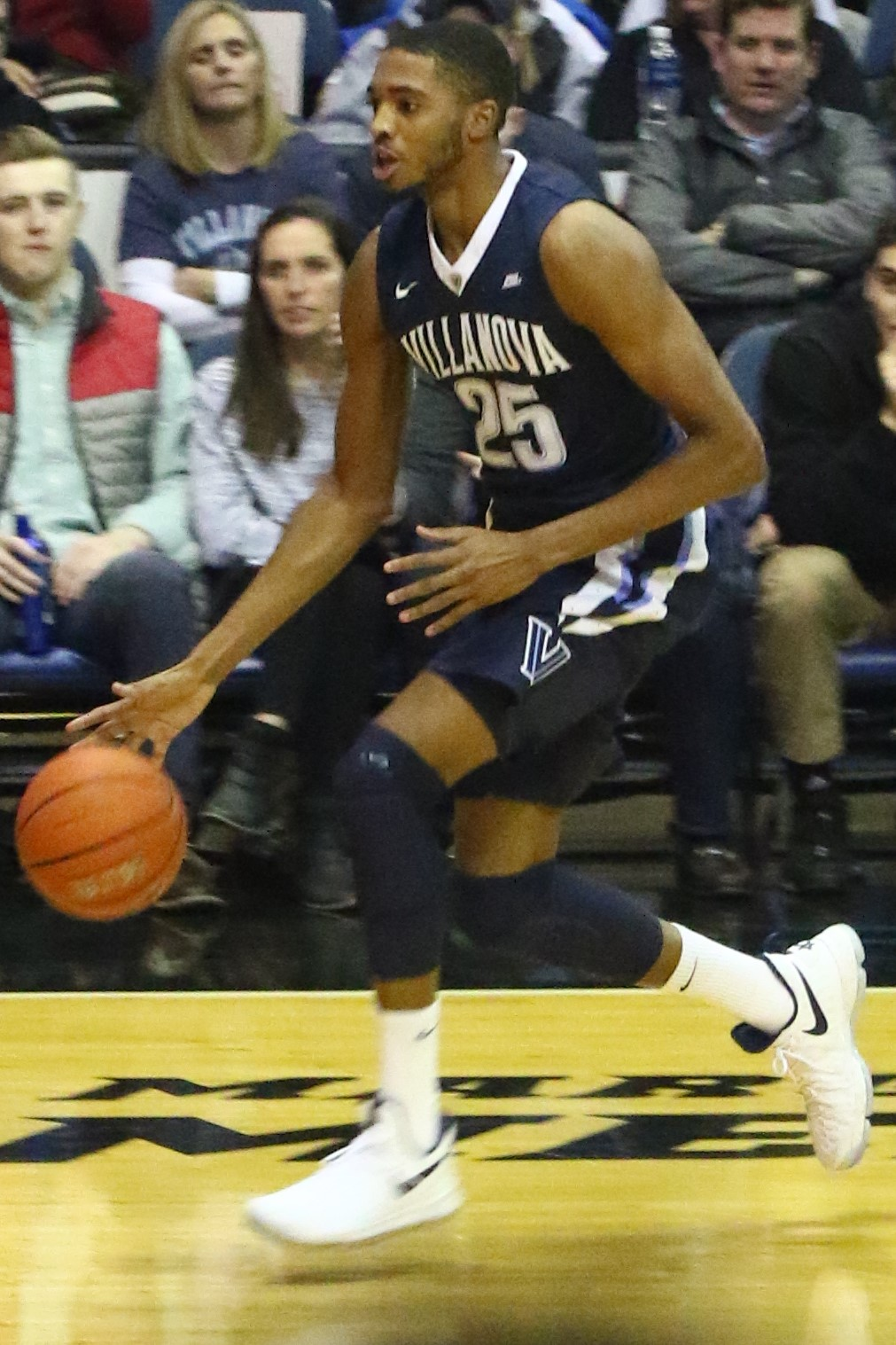
ミカル・ブリッジズ(2018年度受賞)

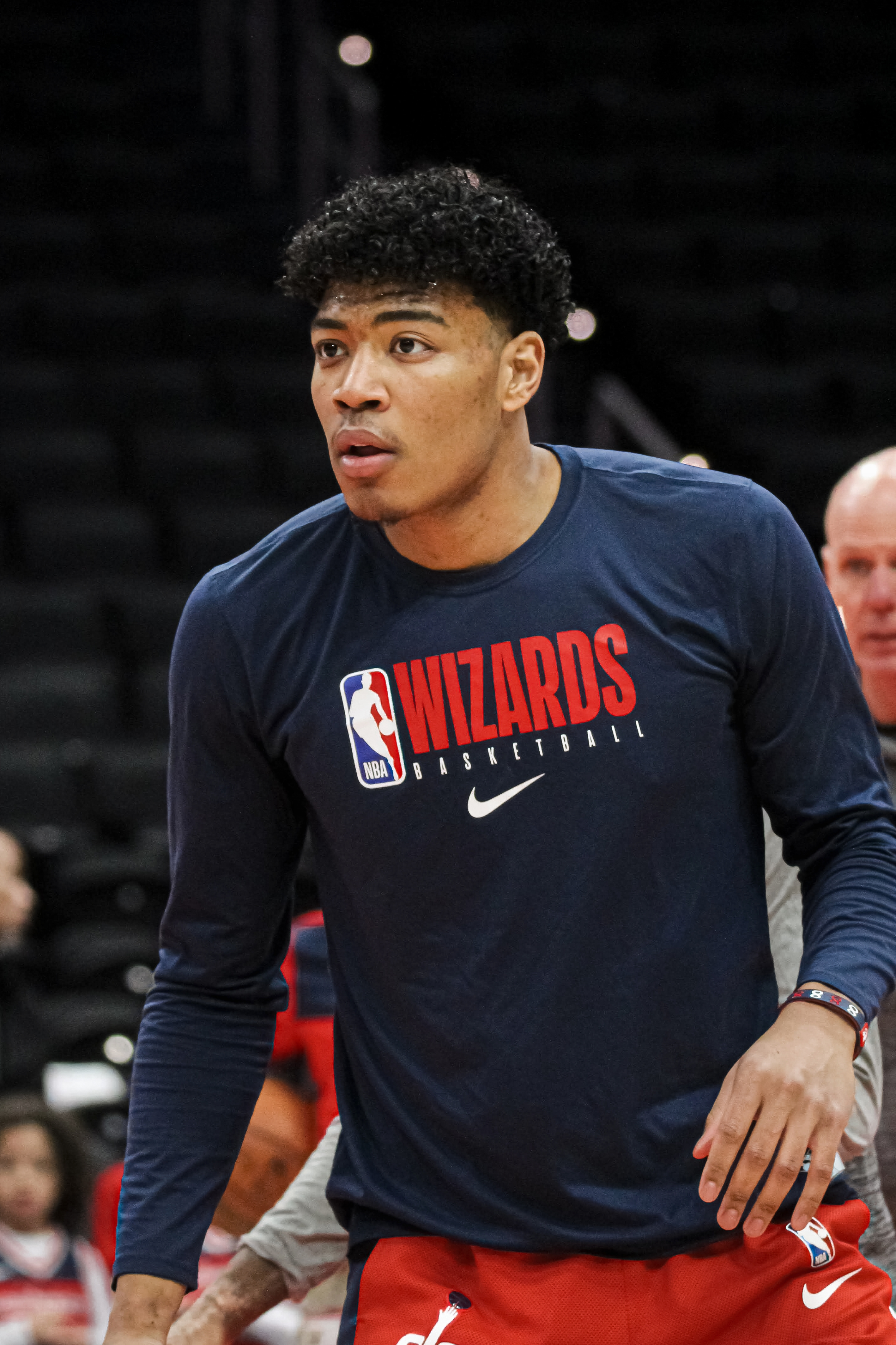
八村塁(2019年度受賞)

| *        | ネイスミス・カレッジ年間最優秀選手賞, ジョン・R・ウッデン賞同時受賞者 |
| 選手 (X) | 括弧内は受賞回数                                                      |

| シーズン | 選手                         | チーム           | 学年           |
| -------- | ---------------------------- | ---------------- | -------------- |
| 2014-15  | スタンリー・ジョンソン       | アリゾナ         | フレッシュマン |
| 2015–16  | デンゼル・バレンタイン*      | ミシガンステート | シニア         |
| 2016–17  | ジョシュ・ハート             | ビラノバ         | シニア         |
| 2017–18  | ミカル・ブリッジズ           | ビラノバ         | ジュニア       |
| 2018–19  | 八村塁                       | ゴンザガ         | ジュニア       |
| 2019–20  | サディック・ベイ             | ビラノバ         | ソフォモア     |
| 2020–21  | コーリー・キスパート         | ゴンザガ         | シニア         |
| 2021–22  | ウェンデル・ムーア・ジュニア | デューク         | ジュニア       |
| 2022-23  | ジェイレン・ウィルソン       | カンザス         | ジュニア       |
| 2023-24  | ダルトン・コネクト           | テネシー         | グラジュエート |
| 2024-25  | クーパー・フラッグ*          | デューク         | フレッシュマン |

## 大学別受賞回数
| 大学             | 受賞 | 年度             |
| ---------------- | ---- | ---------------- |
| ビラノバ大学     | 3    | 2017, 2018, 2020 |
| デューク大学     | 2    | 2022, 2025       |
| ゴンザガ大学     | 2    | 2019,2021        |
| アリゾナ大学     | 1    | 2015             |
| カンザス大学     | 1    | 2023             |
| ミシガン州立大学 | 1    | 2016             |
| テネシー大学     | 1    | 2024             |